# Hieronim Ossoliński (starosta żydaczowski)
Hieronim Ossoliński herbu Topór (1596–1650) – dworzanin królewski (1633), starosta żydaczowski (1638) i janowski.
Był jednym z synów Prokopa Ossolińskiego starosty nowotarskiego (1588-1627) i Katarzyny Biereckiej.
Miał dwóch braci:
Mikołaja h. Topór (1599-1663) – starostę radoszyckiego,  piotrowskiego, nowotarskiego, skalskiego, knyszyńskiego (1630), elektora (1632) z województwa sandomierskiego i  (1648) z województwa krakowskiego,
Zbigniewa (zm. 25 lipca 1679) – podstolego ruskiego, kasztelana czerskiego (1655-63) 
oraz siostrę:
Barbarę Ossolińską, której mężami zostali: Adam Regowski h. Abdank, Wojciech Niemira – podkomorzy drohicki, Jan Chądzyński – starosta ruski.
Ożenił się w 1628 r. z Jadwigą Jordan 1607-1637 i z Euforyzymą Czuryło. Miał syna Andrzej Mikołaja Ossolińskiego (1630-1657) i Konstantego (1633-1688), żonatego z Teofilą z Goraja.
Jako poseł na sejm konwokacyjny 1648 roku z ziemi lwowskiej był członkiem konfederacji generalnej zawiązanej 31 lipca 1648 roku. Poseł sejmiku warszawskiego województwa ruskiego na sejm koronacyjny 1649 roku.